# R136a2
R136a2 (RMC 136a2) ist ein Wolf-Rayet-Stern des Typs WN-5H im Sternenhaufen R136 des Tarantel-Nebels, einer massiven H II-Region in der Großen Magellanschen Wolke.
Der Stern R136a2 befindet sich innerhalb des Zentrums des offenen Sternenhaufens R136 in dem Cluster R136a. Er hat eine der höchsten bestätigten Massen und Helligkeiten unter den bekannten Sternen, bei etwa 195 M☉ und einer Leuchtkraft von 4,3 Mio. L☉.

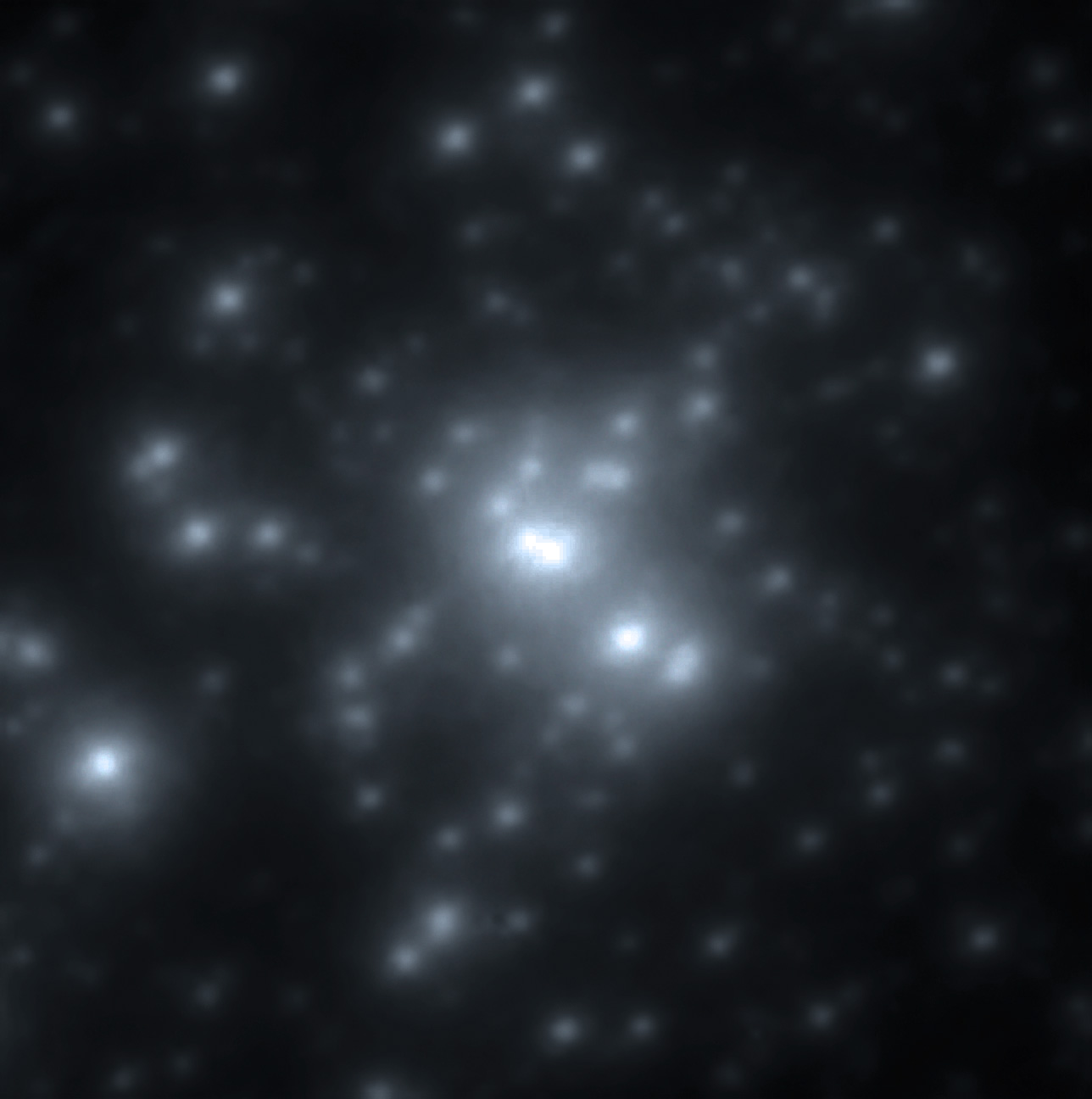
Der offene Sternhaufen R136 (bestehend aus den Clustern R136a, b und c). In der Mitte befindet sich der zentrale Cluster R136a mit den Sternen a1-a24. Die beiden hellsten Sterne des zentralen Clusters, R136a1 und R136a2, befinden sich in der Bildmitte und sind soeben aufgelöst (mit ±0,3 Bogensekunden). Der zweitgrößte Stern R136a2 ist unmittelbar links neben R136a1 und scheint ihn fast zu berühren. Der Abstand liegt unterhalb von ½ Parsec; dennoch sind R136a1 und R136a2 nicht gravitativ gebunden. Der drittgrößte Stern R136c befindet sich unten links, am Bildrand. Er liegt außerhalb des zentralen Clusters in dem Bereich c. In dem zentralen Cluster befindet sich zudem der viertgrößte Stern R136a3, rechts unterhalb von R136a1. Der Stern R136b befindet sich etwas oberhalb der Verbindungslinie zwischen R136a1 und R136c) am Rand des zentralen Clusters. Er hat eine Gesamtmasse von über 200 M_{☉} und übertrifft in der Masse sogar R136a2. Es ist jedoch ein Mehrfachsystem mit einem zentralen Wolf-Rayet-Stern 93 M_{☉.}

Er befindet sich zudem in unmittelbarer Nähe des derzeit bekannten massenreichsten Wolf-Rayet-Sterns R136a1 (siehe Abbildung).
Der Stern R136a2 überschreitet – vergleichbar zu seinen Nachbarsternen R136a1 und 136c – die theoretische Massengrenze von 150 M☉, die Sterne ohne einen Verlust an Stabilität erreichen könnten (sog. „Eddington-Grenze“).
Nach Modellrechnungen kann diese Massengrenze unter Einhaltung des hydrodynamischen Gleichgewichts überschritten werden, wenn z. B. zwei oder mehr junge, massenreiche O-Sterne unmittelbar bei der Hauptreihenentwicklung miteinander verschmelzen. Vereinzelte HII-Regionen bieten eine entsprechende Sternendichte, so auch der Sternhaufens R136. Bei diesem Vorgang der Sternverschmelzung liegt die maximale  Massengrenze für stabile Sterne nach Modellrechnungen bei ca. 300 M☉.

## Physikalische Hintergründe
R136a2 gehört zu dem Typ WN-5H. Sterne dieser Spektralklasse (WN) verfügen über ausgeprägte N-Emissionslinien aufgrund des CNO-Zyklus (Bethe-Weizsäcker-Zyklus). Die Bezeichnung 5H bedeutet in diesem Zusammenhang, dass der Wasserstoffanteil des Sterns hoch ist und die Brennschale (Wasserstoff zu Helium) tief in den Stern hineinreicht (sog. WNH-Sterne).
Bei der Verschmelzung junger 0-Sterne können massereiche Sterne entstehen, welche die Grenze von 150 M☉ überschreiten. Diese Sterne haben zudem einem ausgeprägten Sternwind. Bei den so entstehenden jungen Wolf-Rayet-Sternen des Typs WNH erfolgt eine überproportional ansteigende Energieproduktion. Der Hintergrund dieser hohen Energieproduktion ist die geringe Metallizität der Sternmaterie, begleitet von einer intensiven Durchmischung des fusionierenden Materials. Die intensive Durchmischung ist eine Begleiterscheinung der schnellen Rotation des Sterns.
Der zur schnellen Rotation erforderliche Drehimpuls des Sterns resultiert unmittelbar aus den Bahnbewegungen der verschmelzenden Einzelsterne. Anhand von Spektralanalysen und Modellrechnungen konnten diese Gegebenheiten bei R136a1 und R136a2 bestätigt werden.

## Zukünftige Entwicklung
Der hohe Masseverlust ist ein durchgängiges Kennzeichen der Wolf-Rayet-Sterne. Die leuchtstärksten, wasserstoffreichsten Wolf-Rayet-Sterne des Typs WN-5H verlieren innerhalb von nur 2 – 3 Millionen Jahren sogar den überwiegenden Teil der Masse (aufgrund des Sternwindes und der exzessiven Energieproduktion). Anschließend erfolgt der Übergang zum Typ WNE (wasserstoffarm) und der Beginn des Heliumbrennens.
Bereits vor dem Eintritt in diese Phase verringert sich die Rotationsgeschwindigkeit aufgrund des Sternwindes um ein Vielfaches. Bei dem Übergang zum WNE-Stern liegt die verbleibende Masse des Wolf-Rayet-Sterns unterhalb der Hälfte des ursprünglichen Werts. Für R136a2 wird für diesen Zeitpunkt eine Masse von ca. 50 M☉ und darunter prognostiziert.
Im Endstadium wird R136a2 mit hoher Wahrscheinlichkeit zu einer Supernova vom Typ 1b oder 1c.